# Medição em mecânica quântica
O quadro da mecânica quântica requer uma definição cuidadosa de medição. A questão da medição está no cerne do problema da interpretação da mecânica quântica, para a qual não há consenso.

## Medição de um ponto de vista prático
Medição desempenha um papel importante na mecânica quântica, e é visto de maneiras diferentes entre as várias interpretações da mecânica quântica. Apesar de consideráveis diferenças filosóficas, diferentes pontos de vista de medição concordam quase universalmente sobre a questão prática do que seja o resultado de uma medição de rotina de laboratório em física quântica. Para entender isso, a interpretação de Copenhague, a qual tem sido comumente usada, é empregada neste artigo.
Os cientistas, em 2020, observaram a evolução durante o processo de medição da orbital do elétron. Produzindo um “filme” que consiste em fotos tiradas em vários momentos da estimativa, eles demonstraram que a mudança de estado ocorre gradualmente sob o impacto da medição.

### Visão geral qualitativa
Na mecânica clássica, um sistema simples que consista de apenas uma única partícula é totalmente descrito pela posição {\displaystyle {\vec {x}}(t)} e momento linear {\displaystyle {\vec {p}}(t)} da partícula. Como uma analogia, na mecânica quântica um sistema é descrito por seu estado quântico, o qual contém as probabilidades de possíveis posições e momentos. Em linguagem matemática, todos os possíveis estados "puros" de um sistema formam um espaço vetorial abstrato chamado espaço de Hilbert, que normalmente é infinito dimensionalmente. Um estado "puro" é representado por um vetor de estado no espaço de Hilbert.
Uma vez que um sistema quântico foi preparado em laboratório, alguma grandeza mensurável, tal como a posição ou a energia é medida. Por razões pedagógicas, a medição é geralmente assumida como sendo idealmente precisa. O estado de um sistema após a medição é assumido como "colapso" em um auto-estado do operador correspondente à medição. Repetir a mesma medida sem qualquer evolução do estado quântico conduzirá ao mesmo resultado. Se a preparação for repetida, as medições subsequentes provavelmente levarão a resultados diferentes.
Os valores previstos das medições encontram-se descritos por uma distribuição de probabilidade, ou uma "média" (ou "expectativa") do operador de medição com base no estado quântico do sistema preparado. A distribuição de probabilidade é ou contínua (tal como a posição e momento) ou discreta (tal como spin), dependendo da grandeza sendo medida.
O processo de medição é muitas vezes considerado como aleatório e indeterminado. No entanto, existe uma controvérsia em torno desta questão. Em algumas interpretações da mecânica quântica, o resultado "parece" randômico e indeterminado, enquanto que em outras interpretações o indeterminismo é fundamental e irredutível. Um elemento importante dessa divergência é a questão do colapso da função de onda, associado com a mudança do estado na sequência da medição. Existem muitas questões filosóficas e posturas (e algumas variações matemáticas) tomadas - e um consenso quase universal que nós ainda não entendemos completamente a realidade quântica. Assim, em qualquer caso, nossas descrições dinâmicas envolvem probabilidades e não certezas.